# Criotettix bannaensis
Criotettix bannaensis är en insektsart som beskrevs av Zheng, Z. och L. Xie 2000. Criotettix bannaensis ingår i släktet Criotettix och familjen torngräshoppor. Inga underarter finns listade i Catalogue of Life.